# Paweł Chruszcz
Paweł Zbigniew Chruszcz (ur. 5 lipca 1976 w Głogowie, zm. 30 maja 2018 w Droglowicach koło Pęcławia) – polski samorządowiec i menedżer, w 2004 członek zarządu województwa łódzkiego II kadencji.

## Życiorys
Ukończył technikum samochodowe i studia politologiczne. Kształcił się na Uniwersytecie Szczecińskim, Akademii Obrony Narodowej, Akademii Kultury Społecznej i Medialnej w Toruniu Uniwersytecie Wrocławskim i Uniwersytecie Warszawskim. Pracował m.in. jako publicysta i przedsiębiorca, a także menedżer w korporacji. W 2018 zatrudniony jako specjalista ds. zakupów w spółce Mercus z grupy KGHM Polska Miedź. Zaangażowany w działalność społeczną, m.in. jako współautor filmu i tablic pamiątkowych poświęconych podziemiu antykomunistycznemu, komiksu o tematyce historii Głogowa, a także w organizacje ekologiczne i upamiętniające związki Głogowa z Kresami. Działał w ruchach kibicowskich związanych z klubem Chrobry Głogów. Został członkiem Polskiego Towarzystwa Gospodarczego.
Działał w Młodzieży Wszechpolskiej m.in. jako szef struktur regionalnych w Szczecinie. Zaangażował się w działalność polityczną w ramach Ligi Polskich Rodzin. W 2002 bez powodzenia kandydował do rady miejskiej Głogowa. 29 marca 2004 powołany na stanowisko członka zarządu województwa łódzkiego po wejściu LPR do koalicji z PSL i Samoobroną. 23 czerwca tego samego roku odwołano go po złożeniu rezygnacji. W 2014 wybrany do rady miejskiej Głogowa z listy KWW Zbigniewa Rybki. W 2016 wstąpił do założonego przez swojego brata stowarzyszenia Endecja, został liderem jego dolnośląskich struktur. W 2018 prezydent Głogowa Rafael Rokaszewicz wniósł przeciw niemu prywatny akt oskarżenia, zarzucając mu zniesławienie.

## Śmierć
31 maja 2018 znaleziono jego ciało powieszone na słupie energetycznym, po tym jak dzień wcześniej zaginął. 7 czerwca 2018 pochowany po mszy odprawionej przez Tadeusza Isakowicza-Zaleskiego, w jego pogrzebie brał udział m.in. Kornel Morawiecki. Prowadzone przez prokuraturę śledztwo uznało samobójstwo za przyczynę śmierci. Postępowanie w tej sprawie umorzono w grudniu 2019, decyzję tę zaskarżył Rzecznik Praw Obywatelskich. Ustalenia prokuratury były kwestionowane przez rodzinę zmarłego wskazującą na konflikt Pawła Chruszcza z władzami miasta i spółką KGHM.

## Życie prywatne
Był żonaty, miał dwóch synów. Brat polityka Sylwestra Chruszcza. Część jego przodków pochodziła z Kresów Wschodnich.